# Casas-Museu da Taipa
As Casas-Museu da Taipa (em chinês: 龍環葡韻住宅式博物館) estão alojadas num conjunto de casas antigas no lado sul da Taipa, uma das ilhas que formam a Região Administrativa Especial de Macau da República Popular da China.
O complexo do museu é composto por cinco casas que exibem vários artefactos e exposições. As casas foram construídas em 1921. Estas residências coloniais foram restauradas para a recriação das casas das famílias portuguesas que viviam em Macau durante a primeira metade do século XX. A última casa foi restaurada em 1999. As Casas-Museu da Taipa foram inauguradas a 5 de dezembro de 1999, e são geridas pelo Instituto Cultural.